# Nenax arenicola
Nenax arenicola är en måreväxtart som beskrevs av Christian Puff. Nenax arenicola ingår i släktet Nenax och familjen måreväxter. Inga underarter finns listade i Catalogue of Life.